# Jumbo (banda)
Jumbo es el nombre de una banda de rock alternativo de Monterrey, México . Fue parte de la Avanzada Regia,propuesta musical de la capital de Nuevo León. Se fundó en mayo de 1997 con la siguiente alineación:  
- Alejandro Clemente Castillo Guerra, conocido simplemente como "Castillo"; (voz y guitarra)
- Jorge Tamez Chapa, alias "Flip Fantastic", "Fruit" o "Flipi"; (guitarra)
- Carlos Alfredo Castro Aradillas, alias "Charly Pornet"; (bajo)
- Eduardo David González Peláez, conocido como "Edy" o "Eddie"; (teclado)
- Enrique Demián González Peláez, alias "Bichos Wako"; (batería)

En 1999, estrenaron su primer álbum, Restaurant, que incluyó las canciones "Monotransistor", "Siento que...", "Aquí" y "Fotografía", con las que se posicionaron en la escena musical mexicana. En mayo del 2005, los hermanos Eddie y Bichos Wako dejaron la banda. Jumbo continuó con el álbum Gran Panorámico, lanzado en 2005.
En 2024, por el 25° aniversario de su primer álbum, Restaurant, comenzaron una gira por México y Estados Unidos.

## Discografía
| Año  | Título                             | Notas                                        |
| ---- | ---------------------------------- | -------------------------------------------- |
| 1998 | Un Tributo (a José José)           | Disco tributo, cóver de la canción "Lo dudo" |
| 1999 | Restaurant                         |                                              |
| 2001 | D.D. y ponle play                  |                                              |
| 2003 | Teleparque                         |                                              |
| 2005 | Gran Panorámico                    |                                              |
| 2007 | Superficie                         |                                              |
| 2009 | Álamo. Canciones en madera, vol. 1 |                                              |
| 2011 | Alto al fuego                      |                                              |
| 2012 | Manes                              |                                              |
| 2014 | Alfa Beta Grey                     |                                              |
| 2018 | Manual de viaje a un lugar lejano  |                                              |